# Михаліс Фірілас
Михаліс Фірілас (англ. Michalis Firillas) — кіпрський дипломат. Надзвичайний і Повноважний Посол Республіки Кіпр в Україні (з 2025).

## Життєпис
У 1990 році закінчив Колгейтський університет, у 1992-1995 навчався в Тель-Авівському університеті, у 2005 закінчив Гарвардський університет.
Працював комерційним радником у Міністерстві промисловості і торгівлі Республіки Кіпра (2001—2006), старшим штатним кореспондентом в щоденні газеті «Га-Арец» в Ізраїлі (2006—2008). На дипломатичні роботі співробітник Міністерства закордонних справ Республіки Кіпр з 2010 року.
У 2021—2025 рр. — Генеральний консул в Нью-Йорку
З липні 2025 року — Надзвичайний і Повноважний Посол Республіки Кіпр в Україні.
18 липня 2025 року вручив копії вірчих грамот Заступнику міністра закордонни справ України Євгену Перебийносу.